# Tan Onuma
Tan Onuma (小沼 丹, Onuma Tan, 9 septembre 1918 - 8 novembre 1996) est un écrivain japonais. Onuma est diplômé de littérature anglaise de l'université Waseda en 1942, et en 1958 est nommé professeur de la faculté de lettres dans cette même université. Il est lauréat de l'édition 1969 du prix Yomiuri pour Kaichūdokei et en 1989 est fait membre de l'Académie japonaise des arts.

## Source de la traduction
- (en) Cet article est partiellement ou en totalité issu de l’article de Wikipédia en anglais intitulé « Tan Onuma » (voir la liste des auteurs).